# Oenanthe heuglini
Oenanthe heuglini là một loài chim trong họ Muscicapidae.